# Marionfyfea adventor
Marionfyfea adventor ist eine Art der Landplanarien, die anhand verschiedener Exemplare, die im Vereinigten Königreich, den Niederlanden und Frankreich gefunden wurden, beschrieben wurde. Weil die Art zur Gattung Marionfyfea gehört, die auf den subantarktischen Inseln vor Neuseeland verbreitet ist, wurde sie vermutlich nach Europa eingeschleppt.

## Merkmale
Marionfyfea adventor ist kriechend mit einer Länge von ungefähr 1 Zentimeter und einer Breite von 1 Millimeter eine recht kleine Art der Landplanarien. Wenn die Planarie ihren Körper kontrahiert, hat diese eine Länge von ca. 5 Millimetern und eine Breite von 1,5 Millimetern. Die Rückenfärbung ist unregelmäßig hell- und dunkelbraun fleckig mit kleinen irisierenden blauen Punkten. Die Kriechsohle nimmt ca. 40 % der Körperbreite ein und ist blassbraun gefärbt. Die Planarie hat insgesamt 70 bis 80 Augen.

## Verbreitung
Marionfyfea adventor wurde an weit verstreuten Orten in Europa gefunden. Zu den Ländern mit einem Nachweis der Art zählen das Vereinigte Königreich, die Niederlande, Frankreich, Deutschland, Dänemark und Irland.

## Invasive Art
Hugh Jones und Ronald Sluys, welche die Art erstbeschrieben, gehen davon aus, dass Marionfyfea adventor ursprünglich von subantarktischen Inseln oder von den Hauptinseln Neuseelands stammt. Vermutlich wurde die Art beim Import von Nutz- oder Zierpflanzen nach Europa eingeführt. Aufgrund der großen Verbreitung in Europa liegt diese Einführung wahrscheinlich bereits längere Zeit zurück.

## Etymologie
Das Artepitheton adventitium leitet sich aus dem Lateinischen ab und bedeutet Fremder, Ankömmling.